# 阎揆要
阎揆要（1904年9月11日—1994年3月26日），陕西葭县（今佳县）阎家峁村人，中国人民解放军中将。1955年获一级独立自由勋章、一级解放勋章，1988年获一级红星功勋荣誉章。

## 生平

### 民国时期
17岁考入陕北的最高学府榆林中学。在校期间受到魏野畴、李子洲影响，开始接受马克思主义。中学毕业后投笔从戎，于1924年春南下广州考入黄埔军校第一期。在校参加了平定广州商团叛乱的斗争和讨伐陈炯明的第一次东征。翌年夏于军校毕业，被派至内蒙古地区任国民革命军第3军骑兵团营长，后任团副。1926年，辞去团副一职回到陕北，由中共组织介绍到井岳秀部第11旅石谦团进行兵运工作。同年8月，由谢子长介绍加入中国共产党。次年10月参加清涧起义，任西北工农革命军游击支队参谋长。起义失败后，他受中共陕西省委派遣到杨虎城部开展兵运工作，先后任陕西省政府警卫团营长、团副，陕西警备第3旅第9团团长，西安绥靖公署特务第2团团长。在此期问，他在所部积极发展中共组织，建立了秘密团党委，营、连成立了秘密支部，全团中共党员发展到近300人，中央军委在该团秘密开设了电台。
1937年，特务二团更名为1957团，他继续担任团长。1937年10月，率部参加忻口会战。次年秋离开国军，改任八路军前方指挥部科长、参谋处处长、军政出处长。1940年，担任八路军总部巡视团副团长。1941年，任冀鲁豫军区和第2中队参谋长。
第二次国共内战，任军委一局局长，陕甘宁晋绥联防军副司令员兼参谋长，陕甘宁野战集团军参谋长，西北野战军第四纵队副司令员兼参谋长。1948年任西北野战军参谋长。1949年任第一野战军参谋长，参加陇东战役、扶眉战役、兰州战役等。

### 共和国时期
中华人民共和国成立后，1952年，调任军委情报部部长。1954年，任军委监察部副部长。1955年，中国人民解放军中将。1955年获一级独立自由勋章、一级解放勋章。1958年，任济南军区副司令员兼参谋长。1960年，任军事科学院秘书长。1965年1月，担任军事科学院副院长。1975年，担任军事科学院顾问。
他还是第一届全国人民代表大会代表，中国人民政治协商会议第五届全国委员会常务委员，中国共产党第八次全国代表大会代表。1982年，在中国共产党第十二次全国代表大会上被选为中央顾问委员会委员。1994年3月26日，在北京逝世。